# فابيان فيلاسكو
فابيان فيلاسكو (بالإسبانية: Fabián Velasco)‏ هو منافس ألعاب قوى إسباني، ولد في 20 يناير 1902 في كاسترو أورديالس في إسبانيا، وتوفي في 3 فبراير 1953.

## وصلات خارجية
- فابيان فيلاسكو على موقع أوليمبيديا (الإنجليزية)